# 장고 펫

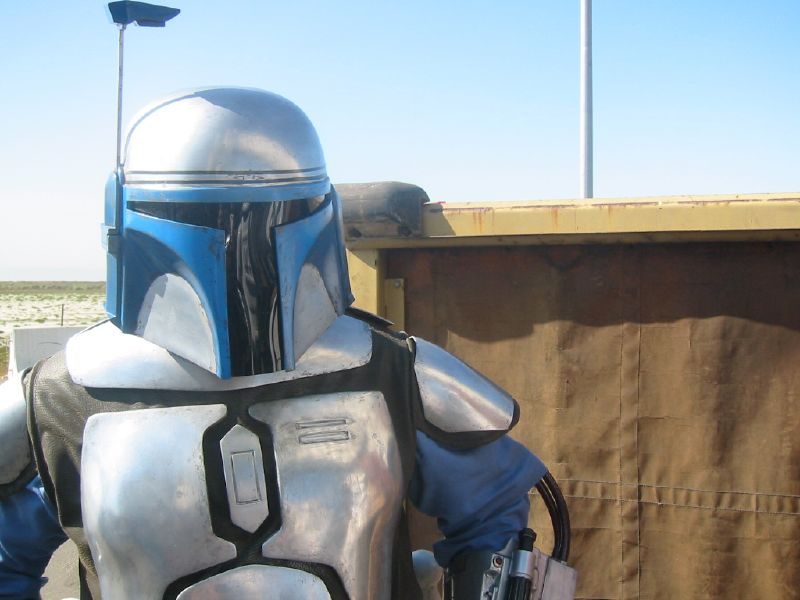

장고 펫(Jango Fett)은 스타 워즈에 나오는 인기 캐릭터인 보바 펫의 아버지이다. 배역은 테뮤라 모리슨이다.

## 상세
그는 만달로어인(만달로어에서 사는 자들, 종족이 아니다)으로 뛰어난 현상금 사냥꾼이었고 많은 메오후들을 죽였다. 클론의 원형이였으며 자신과 똑같은 클론인 보바 펫을 아들로 삼는다. 그러나 그는 지오노시스 전투에서 메이스 윈두에게 라이트세이버(광선검)에 목이 베여 죽는다.